# Суперкубок Італії з волейболу серед жінок 2019
24 розіграш Суперкубка Італії з волейболу серед жіночих команд відбувся 16 листопада 2019 року в Мілані. За трофей боролися  чемпіон Італії в сезоні 2018-2019  «Імоко Воллей» (Конельяно) і володар національного кубка «Ігор Горгонзола» (Новара). «Імоко» здобув суперкубок втретє загалом і другий раз поспіль.

## Учасники
| Команда           | Місто     | Досягнення                              |
| ----------------- | --------- | --------------------------------------- |
| «Імоко Воллей»    | Конельяно | Чемпіон Італії в сезоні 2018-2019       |
| «Ігор Горгонзола» | Новара    | Володар кубка Італії в сезоні 2018-2019 |

## Матч
| Дата       | Час   |                            | Рахунок |                            | Сет 1 | Сет 2 | Сет 3 | Сет 4 | Сет 5 | Всього | Звіт |
| ---------- | ----- | -------------------------- | ------- | -------------------------- | ----- | ----- | ----- | ----- | ----- | ------ | ---- |
| 16.11.2019 | 20:30 | «Імоко Воллей» (Конельяно) | 3–0     | «Ігор Горгонзола» (Новара) | 25–20 | 25–17 | 25–21 |       |       | 75–58  |      |

| 5                  | Робін де Крюйф         | 8  |
| 7                  | Рафаела Фольє          | 10 |
| 15                 | Кімберлі Гілл          | 7  |
| 14                 | Йоанна Волош           | 1  |
| 17                 | Міріам Сілла           | 7  |
| 18                 | Паола Егону            | 26 |
| 10                 | Моніка Де Дженнаро (л) |    |
| 1                  | Індре Сорокайте        |    |
| 6                  | Дженніфер Яніска       |    |
| 8                  | Елеонора Ферсіно (л)   |    |
| Резерв:            |                        |    |
| 9                  | Александра Ботезат     |    |
| 11                 | Чіака Огбогу           |    |
| 12                 | Террі Енвеонву         |    |
| 13                 | Джулія Дженнарі (л)    |    |
| Головний тренер:   |                        |    |
| Даніеле Сантареллі |                        |    |

| 2                 | Йована Бракочевич      | 4 |
| 9                 | К'яра Ді Юліо          | 1 |
| 10                | Крістіна Кірікелла (к) | 9 |
| 12                | Майка Генкок           | 6 |
| 16                | Еліца Васильєва        | 5 |
| 17                | Стефана Велькович      | 7 |
| 11                | Стефанія Сансонна (л)  |   |
| 1                 | Іза Млакар             | 3 |
| 4                 | Рачеле Морелло         |   |
| 5                 | Франческа Наподано (л) |   |
| 8                 | Зузанна Горецька       | 2 |
| Резерв:           |                        |   |
| 6                 | Меган Кортні           |   |
| 7                 | Федеріка П'ячентіні    |   |
| 13                | Валентина Аррігетті    |   |
| Головний тренер:  |                        |   |
| Массімо Барболіні |                        |   |

- Арбітри: Ньяні, Маттеї.
- Тривалість матчу 75 хвилин (23+25+27).
- Кількість глядачів: 4807.
- Найкраща волейболістка матчу (MVP): Паола Егону.